# Пушкин, Борис Григорьевич
Борис Григорьевич Пушкин (XVI—XVII века) — воевода, сын Григория Григорьевича Сулемши Пушкина, отчего иногда звался Сулемшиным-Пушкиным; принадлежал к той же ветви рода Пушкиных, из которой происходил знаменитый боярин Григорий Гаврилович Пушкин, и приходился ему двоюродным братом. Борис Григорьевич в 1611 году был уже стольником и упоминается в «окладной книге» 1616 года. В 1620—22 годах он был воеводою во Мценске, а в марте 1622 года — полковым воеводою 2-й части Сторожевого полка, которая стояла во Мценске же. 25 марта (4 апреля) 1626 года ему указано было быть 2-м (меньшим) воеводою в Большом полку, стоявшем в Туле.
По указу Государеву от 27 июня (7 июля) 1626 года с июня было велено второй половине каждого полка с меньшими воеводами оставаться до осени, когда их должна была сменить первая половина с большими воеводами, и только в случае ожидавшегося набега крымцев обе половины войска должны были быть на своих местах; так как набега не последовало, то 18 (28) ноября 1626 года вторая половина с меньшими полковыми воеводами была отпущена. 27 ноября (7 декабря) того же года Пушкин был уже на Москве.
5 (15) апреля 1632 года указано было быть по полкам меньшим воеводам, причем Б. Г. Пушкину по-прежнему быть в Большом полку, стоявшем в Туле. В июле 1632 года, когда к Государю из Ливен прибыла от ливенского воеводы отписка о появлении татар в Ливенском уезде, послано было на Тулу к Б. Г. Пушкину, как воеводе Большого полка, предупреждение «жить с великим бережением». В ноябре того же года Пушкин был отпущен. В 1634 году Государь указал стольнику и воеводам боровскому (князю Ивану Никитичу Хованскому) и калужскому (князю Фёдору Фёдоровичу Волконскому-Шерихе) идти против «воров, калужских казаков». В помощь им из Можайска велено было можайским воеводам боярам князьям Дмитрию Мамстрюковичу Черкасскому и Дмитрию Михайловичу Пожарскому послать Б. Г. Пушкина. Вследствие такого назначения возникло местническое дело между Гаврилой Григорьевичем Пушкиным, вступившимся за честь своего рода, и князем Пожарским.
Борис Григорьевич также «бил челом» Государю на Пожарского. Результатом местнического дела было: во-первых, то что Борис Пушкин и князь Фёдор Волконский не поспели в поход, и князю Ивану Хованскому пришлось быть одному, а во-вторых, бояре приговорили князю Дм. М. Пожарскому на стольника Бориса Пушкина «дать оборонь» и посадить Бориса в тюрьму; 2 (12) мая 1634 года приговор приведён в исполнение. В 1638 году он был на Москве, где у него был двор на Арбате, в приходе церкви св. Дмитрия Солунского, а в феврале 1639 года ему указано было быть товарищем городового воеводы в Вязьме, где он находился, вероятно, до сентября 1640 года. 1 (11) мая 1643 года «по крымским вестям», были назначены воеводы, но на этот раз не по полкам, а «по местам»; Борис Григорьевич Пушкин не поехал в Тулу, так как заболел, и был заменён другим лицом.